# José Luis García López

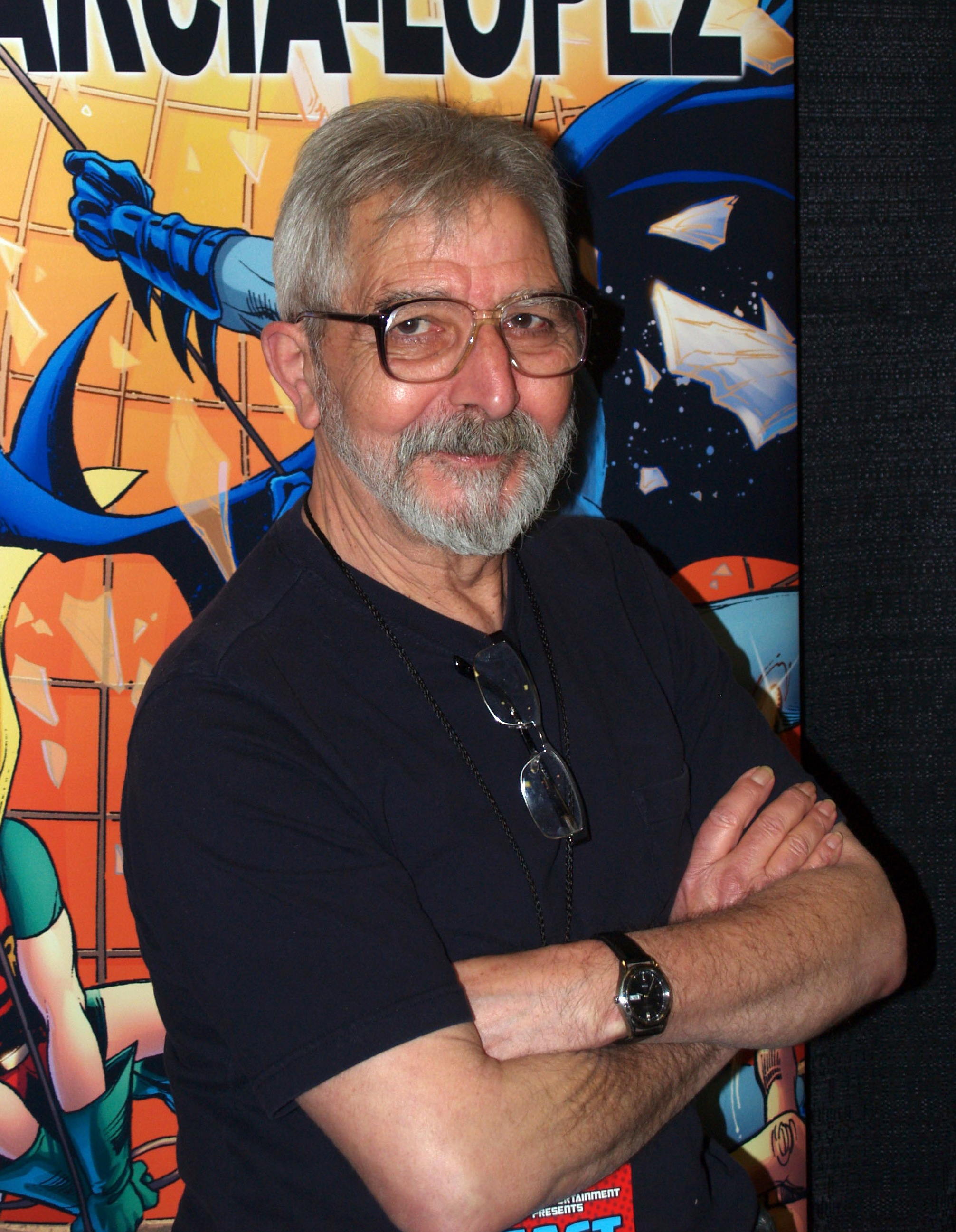
José Luis García López

José Luis García López (* 26. März 1948 in Lalín, Galicien) ist ein spanisch-argentinischer Comiczeichner.

## Leben und Arbeit
García López wurde 1948 in Spanien geboren. 1953 siedelte er mit seiner Familie nach Argentinien über, wo er in den 1960er Jahren begann als hauptberuflicher Comiczeichner zu arbeiten.
Nachdem García López sich dort als Zeichner von Zeitungscomicstrips etablieren konnte siedelte er 1974 nach New York City über, wo er seither für amerikanische Comicverlage arbeitet. Dabei betätigt er sich vereinzelt als Bleistiftzeichner, häufiger jedoch als nachbearbeitender Tuschezeichner.
Zu den Serien, für die er in der Vergangenheit gezeichnet hat, zählen unter anderem Action Comics, Adventures of Superman, Atari Force, Cinder and Ashe, Deadman, New Teen Titans und Road to Perdition.
Zu den Zeichnern, deren Arbeiten García López in der Vergangenheit besonders häufig getuscht hat, zählen neben Curt Swan vor allem Ross Andru und Trevor von Eeden. In den Fällen, in denen García Lópezs sich selbst als Bleistiftzeichner betätigt ha,t wurde er meist von Künstlern wie Dick Giordano und Joe Rubinstein getuscht.

## Bibliografie

### Arbeiten für DC Comics
- Action Comics: Cover: 469–471, 475, 480–482, 484, 487, 488, 494, 495; Inneres: 448, 451, 623, 641
- Adventure Comics: Cover: #463, Inneres: 442,462, 463, 465, 466
- Adventures of the Outsiders: Cover: #37, 38
- Atari Force: Cover 1–10,12–18, 20; Inneres. 1–12
- Batman: Cover: #272, 311, 313, 314, 318, 321, 353; Inneres: 272, 335, 337, 353
- Batman Family: Inneres: #3
- Batman Returns: Inneres: #1
- Batman: Dark Knight of the Round Table: Cover: #1–2
- Batman: Legends of the Dark Knight: Inneres: #149–153
- Batman: Reign of Terror: Cover und Inneres
- Batman: the Blue, the Grey, and the Bat: Civer und Inneres: #1
- Batman: the Dark Knight Gallery: 1 Pin-Up
- Best of DC: 3 Cover
- Best of the Brave and the Bold, The: Cover: # 1–6
- Brave and the Bold, The: Inneres: #164, 171
- Cinder and Ashe: Cover und Inneres: #1–4
- DC Comics Presents: Cover: 1–4, 8, 17, 22, 24, 67; Inneres: 1–4, 17, 20, 24; 31, 41, 67
- DC Comics Presents: Hawkman: Cover: #1
- DC Comics Presents: Justice League of America: Cover: #1
- DC Graphic Novel: Cover und Inneres: #1
- DC Sampler: #2
- DC Special Series: Cover 5,9–11, 16, 21, 27; Inneres: #11, 21, 27
- DC Special: The Return of Donna Troy: #1–4
- DC Spotlight: Cover: #1
- Deadman (2. Serie): Cover und Inneres: #1–4
- Deadman (3. Serie):Cover: 6–9; Inneres: # 5, 6
- Deadman: Dead Again: Cover: #1–5
- Detective Comics: Cover: # 483, 487, 500; Inneres: 449, 452, 454, 455, 458, 459
- Doctor Strangefate: Cover und Inneres: #1
- Elvira’s House of Mystery:
- Flash (1. Serie): Cover 234, 238, 260, 272;
- Green Lantern: Cover: #113
- Hawkman: Inneres: #18
- Hercules Unbound: Cover und Inneres: #1–6
- Heroes Against Hunger: Inneres: #1
- House of Mystery: Cover: #239
- House of Secrets: Inneres: #154
- JLA Classified: Cover und Inneres: #16–21
- Joker: Cover: #3, Inneres: #2–4
- Jonah Hex. Cover: #1–3, 5, 17, 18; Inneres: #1–5, 10, 32, 73
- Just Imagine Stan Lee with Dave Gibbons Creating Green Lantern: Inneres
- Justice League of America: Cover: #120, 165, 254
- Kamandi, the Last Boy on Earth: Cover: #42
- Legends of the Dark Knight: Cover und Inneres: #16–20
- Legion of Super-Heroes: Cover: 300
- Legion of Super-Heroes (3. Serie): #55
- New Teen Titans (2. Serie): Cover: #24, 25; Inneres; #7–11;
- On the Road to Perdition, Book 1: Oasis
- On the Road to Perdition, Book 2: Sanctuary
- On the Road to Perdition, Book 3: Detour
- Outsiders: Cover: #18
- Secret Origins: Cover: 6, 21; Inneres: #10
- Showcase '93: Cover: #5
- Showcase ‘94
- Spectre (2. Serie): Cover: #4–6
- Supergirl Movie Special: Cover
- Superman (1. Serie): Cover: 301, 309–312, 316, 320–323, 328, 340, 347, 391; Inneres: #289, 294, 301, 302, 307–309, 347, 391
- Superman (2. Serie): Inneres: #104, 105
- Superman Family: Cover: #171, 186–189, 196–198
- Superman, Inc.: Cover und Inneres
- Superman: Kal: Cover und Inneres
- Super-Team Family: Cover: #15
- Tales of the Green Lantern Corps: Cover und Inneres
- Tales of the Teen Titans: Cover: #72, 78
- Tarzan: Cover: 250–252, 254; Inneres: 250–255;
- Titans, The: Cover: #42–49
- Twilight: Cover und Inneres: #1–3
- Untold Legend of the Batman: Cover: #1–3
- Weird War Tales: Cover: #41, Inneres (teilweise): #44, 108
- Weird Western Tales: Cover: #32, 38, 39, 46; Inneres: 32,33, 38
- Who’s Who: The Definitive Directory of the DC Universe: Pin-Ups Nr. 2,6,12,19,20,22-26
- Who’s Who Update ‘88: Pin-Ups Nr. 2,4
- Who’s Who in the DC Universe: Pin-Ups Nr. 14
- Wonder Woman (1. Serie): Cover: #248, 329; Cover und Tusche: #229–230, 234, 235, 240, 306, 329
- Wonder Woman (2. Serie): Cover: #118, 119, 124, 125, 127–129
- World’s Finest Comics: Cover: #247 und 248, Inneres: 244, 255, 258